# Rüdiger Kunow
Rüdiger Kunow (* 18. Juli 1951 in Berlin) ist ein deutscher Amerikanist und emeritierter Professor für amerikanische Literatur und Kultur der Universität Potsdam.

## Leben
Kunow wurde 1981 an der Universität Würzburg promoviert. Er lehrte bis zu seiner Emeritierung im Jahr 2017 als Professor für amerikanische Literatur und Kultur der Universität Potsdam.
Zudem lehrte er an der Universität Würzburg, der Universität Freiburg, der Universität Hannover, der Universität Nürnberg sowie an der Universität Magdeburg und war Gastprofessor unter anderem an der State University of New York at Albany und der University of Texas at Austin.
Kunow war von 2005 bis 2008 Präsident der Deutschen Gesellschaft für Amerikastudien.

## Veröffentlichungen (Auswahl)
- Das Klischee als kognitive Strategie im literarischen Text. Dissertation. Würzburg 1981
- Das Klischee - Reproduzierte Wirklichkeiten in der englischen und amerikanischen Literatur, Fink, München 1994, ISBN 978-3-7705-2987-2.
- als Hrsg. mit Wilfried Raussert: Wilfried Raussert: Cultural memory and multiple identities. Litverlag, Münster 2008, ISBN 	978-3-8258-8753-7.
- als Hrsg. mit Stephan Mussil: Text or context: reflections on literary an cultural criticism. Königshausen & Neumann, Würzburg 2013, ISBN 978-3-8260-5176-0.
- Material bodies. Universitätsverlag Winter, Heidelberg 2018, ISBN 978-3-8253-6860-9.